# Benque Viejo del Carmen
Pour les articles homonymes, voir Benque (homonymie).
Benque Viejo del Carmen (couramment raccourci en Benque) est une ville du district de Cayo au Belize.

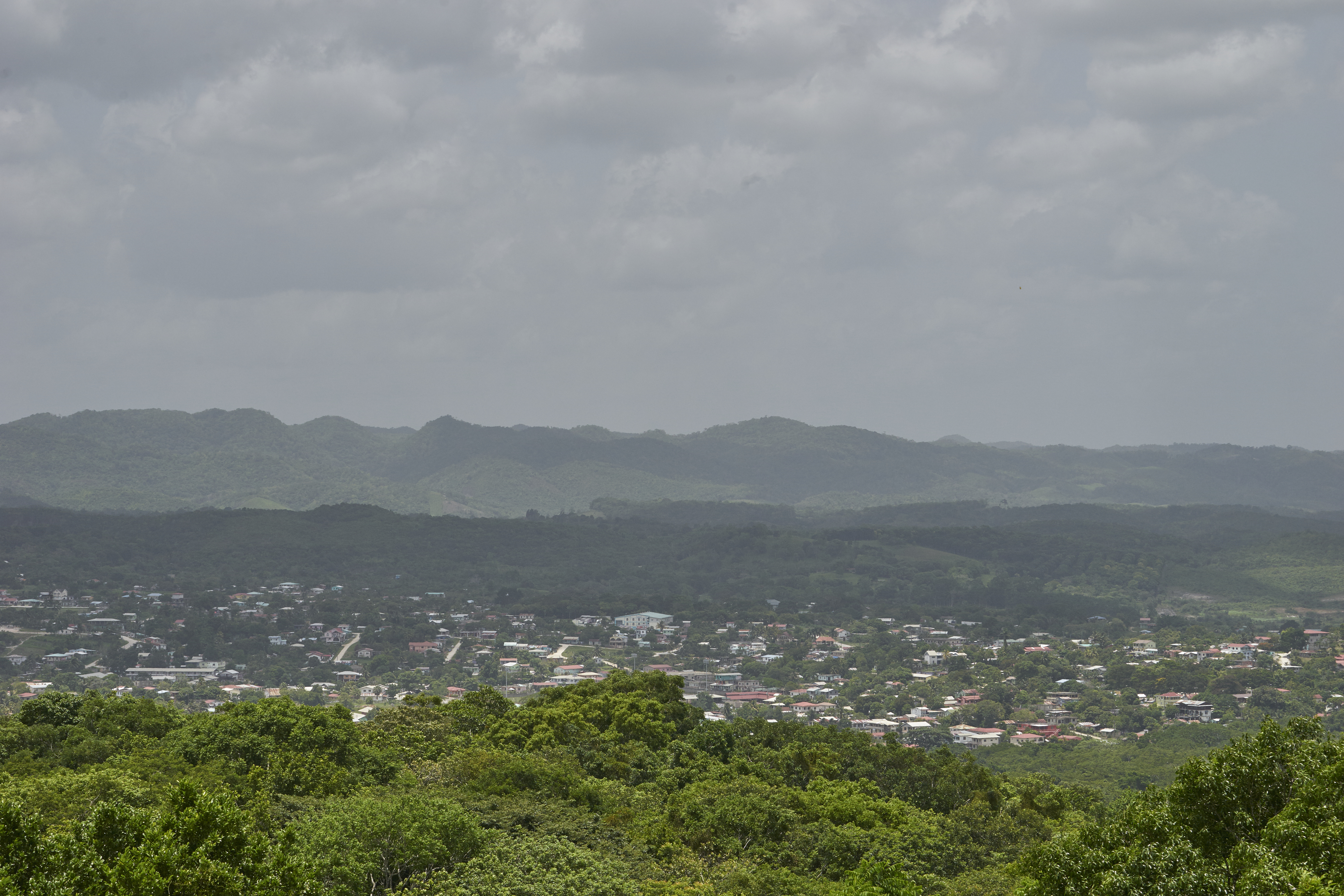
Benque Viejo del Carmen depuis le nord